# Битва при Зенте
Битва при Зенте (нем. Schlacht bei Zenta) — сражение 11 сентября 1697 года, в котором имперская армия под командованием Евгения Савойского одержала победу над турками. Победа при Зенте стала поворотным пунктом в борьбе Габсбургской монархии против Османской империи и привела к Карловицкому миру  и окончанию Великой Турецкой войны

## Предыстория
После снятия осады с Вены в 1683 году имперской армии сопутствовал успех — в 1688 году Белград и большая часть среднедунайской низменности были заняты войсками Габсбургов. Но поскольку война с французами требовала больше войск, а новый великий визирь реорганизовал османскую армию, успехи австрийцев закончились. Белград был возвращён турками в 1690 году. Армия Габсбургов потерпела неудачу во второй осаде Белграда (1694 год). Впоследствии османская армия под командованием султана Мустафы II одержала три победы подряд в битвах при Лугоше (1695 г.), Олаше (1696 г.) и при Сенеях (1696 г.), в то время как венецианцы потеряли Хиос (1695 г.).

## Кампания 1697 года
18 апреля 1697 года Мустафа II отправился в свой третий поход, планируя массовое вторжение в Венгрию. Он покинул Эдирне с войском в 100 000 человек. Султан принял личное командование и прибыл в Белград в конце лета, 11 августа. На следующий день Мустафа собрал военный совет. 18 августа османы покинули Белград, переправились через Дунай и направились на север. В османской армии под руководством Имре Текели находился небольшой отряд куруцкой конницы, боровшейся с Габсбургами.
5 июля 1697 года императором Леопольдом был назначен новым главнокомандующим имперской армией принц Евгений Савойский, молодой французский принц на имперской службе, уже отличившийся в сражениях. Имперская армия к этому времени насчитывала 70 000 человек, но только 35 000 были готовы к сражению. Поскольку военная казна была пуста, Евгению пришлось занять деньги, чтобы выплатить армии жалование и организовать медицинское обслуживание. Армия состояла из немецкой, австрийской и венгерской пехоты и кавалерии, а также сербской легкой конницы. Благодаря князю Палу Эстерхази Венгрия предоставила империи 20 000 солдат.
Через пять дней после принятия командования (17 июля) принц Евгений начал форсированный марш на Петервардейн. Когда имперцы подошли к крепости, там была турецкая армия. В течение августа между войсками противников возле Петервардейна происходили только тактические маневры. Османы не пытались ни штурмовать замок, ни дать генеральное сражение, поскольку Евгений хотел дать бой только в пределах досягаемости крепостных орудий. В начале сентября османы прервали тактические стычки и двинулись на север вдоль Тисы, чтобы овладеть крепостью Сегед. Имперский фельдмаршал почти на том же уровне следовал за османскими войсками. Османы понятия не имели, где находится противник.
Сербской кавалерии, постоянно находившейся в соприкосновении с противником, удалось взять в плен турецкого офицера. По его словам, план штурма Сегеда был отложен, и султан намеревался пересечь Тису в Зенте и отступить в Темешвар, чтобы расположиться там на зиму. Узнав об этой новости, принц Евгений решил немедленно дать сражение.

## Сражение

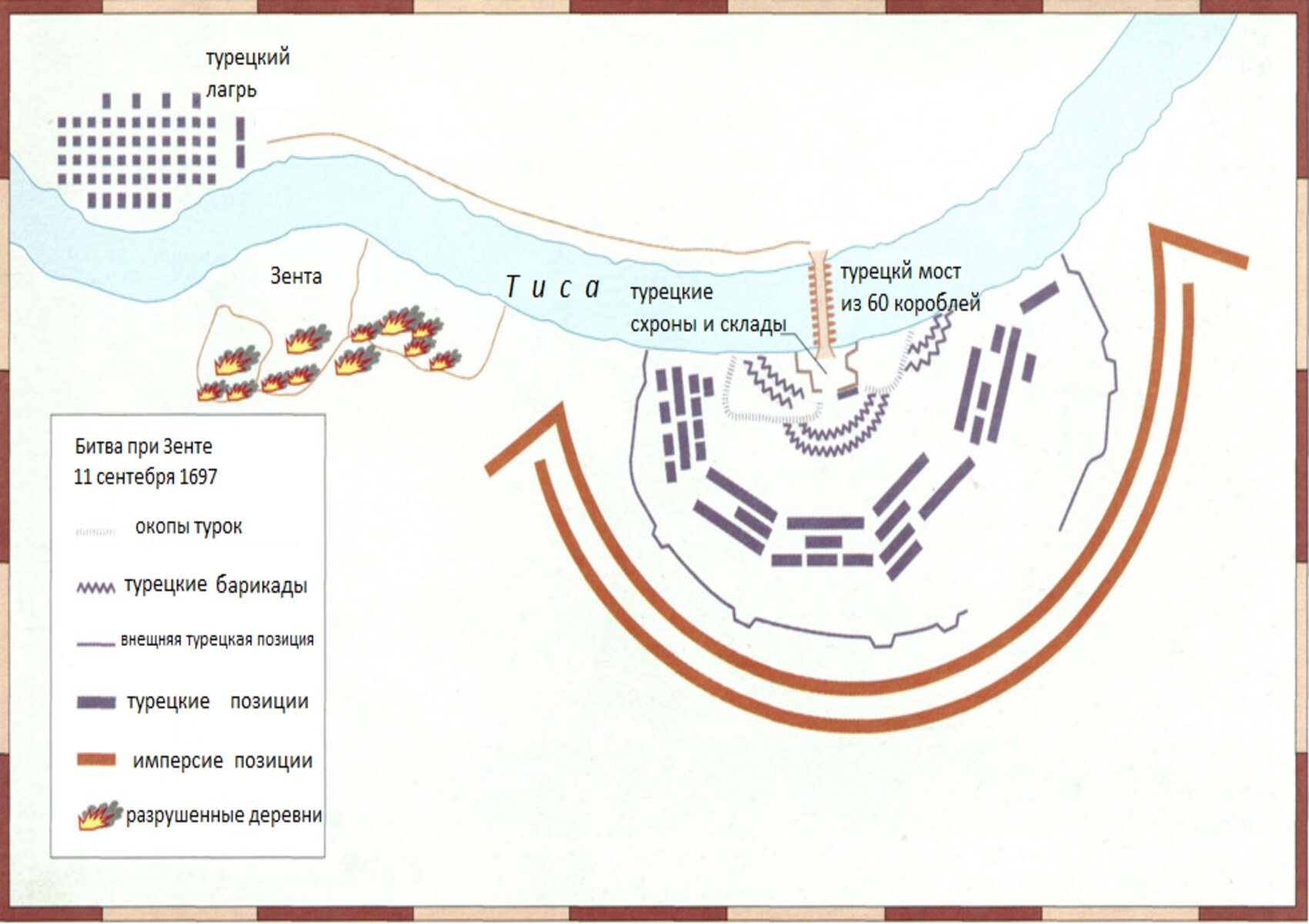
Схема сражения.

11 сентября 1697 года османская армия начала переходить через реку Тиса рядом с Зентой. За два часа до захода солнца прибытие армии Габсбургов после десятичасового форсированного марша потрясло османские войска, поскольку они все еще переправлялись через реку и не думали, что имперская армия сможет добраться сюда так быстро. Султан Мустафа, его обоз и артиллерия находились на одном берегу, в то время как большая часть пехоты с великим визирем на другом.
Войска Евгения начали атаку прямо с хода и двинулись в форме полумесяца на оборонительную позицию османов. После интенсивного артиллерийского огня последовал штурм. Левый фланг имперской армии под командованием генерала Гвидо Стархемберга вклинился между османскими левыми флангом и мостом, заманив противника в ловушку у реки. Правое крыло имперской армии атаковало под командой генерала Зигберта Хейстера. В то же время имперские силы во главе с Шарлем-Томасом де Водемоном атаковали с фронта и, вступив в ближний бой, прорвались через траншеи, окружавшие османский лагерь. Турки были отброшены к реке, а мост взят под обстрел. Под тяжестью скопившихся на нем османских солдат он рухнул, и многие из них утонули в реке. Оставшиеся в лагере были перебиты атакующими солдатами принца Евгения.
Султан Мустафа II беспомощно наблюдал с другого берега реки уничтожение своего захваченного врасплох войска, а затем бросил свою армию и в сопровождении кавалерийского отряда ускакал в Темешвар.
Великий визирь был убит на поле боя взбунтовавшимися янычарами.
Только 1000 турок удалось спастись. Более чем 10 000 солдат утонуло в реке и около 20 000 было убито на поле битвы. Погибли многие высокопоставленные деятели османского военно-административного руководства. Австрийцы захватили гарем султана, 87 орудий, нашли османский королевский сундук с сокровищами, содержащий три миллиона пиастров, и печать султана Мустафы II. Потери австрийцев составили лишь 429 человек убитыми и 1598 человек ранеными. Из-за плохих погодных условий австрийцы воздержались от преследования турок.

## Результаты
Сражение закончилось решительной победой Габсбургской монархии. Главная османская армия была рассеяна, австрийцы вторглись в Боснию и захватили Сараево. Имя принца Евгения впоследствии стало нарицательным во всей Европе.
Победа при Зенте стала основой для Карловицкого мира (1699 г.), изменившего баланс сил в юго-восточной Европе в ущерб Османской империи. По итогам заключённого мира к австрийцам отошло всё бывшее королевство Венгрия, кроме Баната. Карловицкий мир превратил Габсбургскую империю в одну из великих европейских держав.